# Якушова, Ольга Павловна
О́льга Павловна Радионова (урождённая Галич; 29 декабря 1991, Бородино, Красноярский край) — российская биатлонистка, чемпионка Европы.

## Спортивная карьера
В 2010 году окончила Муниципальное образовательное учреждение дополнительного образования детей Детско-юношескую спортивную школу (МОУ ДОД ДЮСШ) города Бородино.
В январе 2018 года объявила о завершении спортивной карьеры.

### Юниорские и молодёжные достижения
| Год  | Место проведения        | Возраст | Инд | Спр | Пр | Эст |
| ---- | ----------------------- | ------- | --- | --- | -- | --- |
| 2009 | ЧМ Канмор               | U19     | 5   | 1   | 7  | 1   |
| 2010 | ЧМ Турсбю               | U19     | 1   | 11  | 5  | 2   |
| 2011 | ЧМ Нове-Место-на-Мораве | U21     | 2   | 11  | 4  | 1   |
| 2011 | ЧЕ Валь-Риданна         | U21     | 1   | 3   | 2  | 1   |
| 2012 | ЧЕ Осрблье              | U21     | 2   | 6   | 4  | 2   |
| 2012 | ЧМ Контиолахти          | U21     | 5   | 12  | 2  | 4   |

### Российские соревнования
- Чемпионка России 2011 года в суперпасьюте.

## Кубок мира
Дебютировала в спринте на этапе в Эстерсунде 6 декабря 2014 года.

## Результаты выступлений в Кубке мира
| \| 2014/2015 Итоги \| 2014/2015 Итоги \| Эстерсунд \| Эстерсунд \| Эстерсунд \| Эстерсунд \| Хохфильцен \| Хохфильцен \| Хохфильцен \| Поклюка \| Поклюка \| Поклюка \| Оберхоф \| Оберхоф \| Оберхоф \| Рупольдинг \| Рупольдинг \| Рупольдинг \| Антхольц \| Антхольц \| Антхольц \| Нове Место \| Нове Место \| Нове Место \| Нове Место \| Холменколлен \| Холменколлен \| Холменколлен \| ЧМ Контиолахти \| ЧМ Контиолахти \| ЧМ Контиолахти \| ЧМ Контиолахти \| ЧМ Контиолахти \| ЧМ Контиолахти \| Ханты-Мансийск \| Ханты-Мансийск \| Ханты-Мансийск \| \| Очков \| Место \| См \| Инд \| Спр \| Пр \| Спр \| Эст \| Пр \| Спр \| Пр \| МС \| Эст \| Спр \| МС \| Эст \| Спр \| МС \| Спр \| Пр \| Эст \| Сусм \| См \| Спр \| Пр \| Инд \| Спр \| Эст \| См \| Спр \| Пр \| Инд \| Эст \| МС \| Спр \| Пр \| МС \| \| 3 \| 92 \| — \| — \| 53 \| 38 \| 54 \| — \| 54 \| — \| — \| — \| — \| — \| — \| — \| — \| — \| — \| — \| — \| — \| — \| — \| — \| — \| — \| — \| — \| — \| — \| — \| — \| — \| 48 \| 47 \| — \| |                 |           |           |           |           |            |            |            |         |         |         |         |         |         |            |            |            |          |          |          |            |            |            |            |              |              |              |                |                |                |                |                |                |                |                |                |
| Инд — индивидуальная гонка Пр — гонка преследования Спр — спринт МС — масс-старт Эст — эстафета См — смешанная эстафета DNS — спортсмен был заявлен, но не стартовал DNF — спортсмен стартовал, но не финишировал DSQ — спортсмен финишировал, но дисквалифицирован LAP — спортсмен по ходу гонки (для гонок преследования и масс-стартов) отстал от лидера более чем на круг и был снят с трассы — — спортсмен не участвовал в этой гонке |                 |           |           |           |           |            |            |            |         |         |         |         |         |         |            |            |            |          |          |          |            |            |            |            |              |              |              |                |                |                |                |                |                |                |                |                |
| 2014/2015 Итоги | 2014/2015 Итоги | Эстерсунд | Эстерсунд | Эстерсунд | Эстерсунд | Хохфильцен | Хохфильцен | Хохфильцен | Поклюка | Поклюка | Поклюка | Оберхоф | Оберхоф | Оберхоф | Рупольдинг | Рупольдинг | Рупольдинг | Антхольц | Антхольц | Антхольц | Нове Место | Нове Место | Нове Место | Нове Место | Холменколлен | Холменколлен | Холменколлен | ЧМ Контиолахти | ЧМ Контиолахти | ЧМ Контиолахти | ЧМ Контиолахти | ЧМ Контиолахти | ЧМ Контиолахти | Ханты-Мансийск | Ханты-Мансийск | Ханты-Мансийск |
| Очков | Место           | См        | Инд       | Спр       | Пр        | Спр        | Эст        | Пр         | Спр     | Пр      | МС      | Эст     | Спр     | МС      | Эст        | Спр        | МС         | Спр      | Пр       | Эст      | Сусм       | См         | Спр        | Пр         | Инд          | Спр          | Эст          | См             | Спр            | Пр             | Инд            | Эст            | МС             | Спр            | Пр             | МС             |
| 3 | 92              | —         | —         | 53        | 38        | 54         | —          | 54         | —       | —       | —       | —       | —       | —       | —          | —          | —          | —        | —        | —        | —          | —          | —          | —          | —            | —            | —            | —              | —              | —              | —              | —              | —              | 48             | 47             | —              |

## Тренеры
- Светлана Калиновская — первый тренер;
- Анатолий Ромасько, Ольга Ромасько, Вадим Кайсин — личные тренеры.

## Экипировка
- Лыжи — Fischer
- Палки — One Way

## Личная жизнь
В мае 2012 года было объявлено, что Галич пропустит сезон из-за беременности. 6 июля 2012 вышла замуж за российского биатлониста Николая Якушова.